# 커틀러 묶음부호 표기법
커틀러 묶음부호 표기법(Cutler's bar notation)은 2004년 마크 커틀러가 만들어낸 매우 큰 수를 나타내는 수학기호이다. 큰 수를 나타내는 다른 표기법과 달리 직관적인 이해가 어려운 큰수의 크기를 가늠하게 하는 보조적인 구실을 한다.